# Andrew Sheridan
Andrew John Sheridan (Bromley, 1º novembre 1979) è un ex rugbista a 15, musicista, compositore e cantante britannico, nazionale inglese, che come pilone milita in Top 14 nelle file del Tolone.
Più alto della media (195 cm) per il suo ruolo, Sheridan è anche dotato di una forza fisica notevole: è infatti capace di sollevare 225 kg da sdraiato e 275 in piegamento sulle ginocchia, prestazione quasi di livello olimpico.

## Biografia
Sheridan iniziò la pratica rugbistica a 9 anni, negli allievi dell'Old Ethamians R.F.C., dove rimase fino a quando non iniziò le scuole superiori, al Dulwich College.
Negli anni del liceo fu chiamato nella selezione inglese U-16 e poi U-18 scolastica, come seconda linea.
A 19 anni fu ingaggiato dal Richmond e nel 1999 fu convocato dall'Inghilterra U-21 per un tour nell'Emisfero Sud.
Al suo ritorno fu ingaggiato da professionista dal Bristol, dove evolvette da seconda linea a pilone e, occasionalmente, anche terza centro.
Aggregato dall'Inghilterra maggiore al tour sudafricano nel 2000 ma mai schierato, fu regolarmente utilizzato altresì dall'Inghilterra “A” nel biennio successivo, in particolare in match contro le pari categoria Irlanda e Francia, poi nel 2003 contro Canada, Stati Uniti e Giappone; nel 2004 cambiò squadra di club dopo la retrocessione del Bristol, e firmò un contratto per il Sale Sharks.
La prima partita in Nazionale maggiore fu un match non ufficiale contro i Barbarians, immediatamente dopo la vittoria nella Coppa del Mondo di rugby 2003; il debutto effettivo, in un test match, avvenne nel novembre 2004, contro il Canada.
La convocazione per il tour dei British Lions per il loro tour neozelandese del 2005 sollevò qualche perplessità legata all'affidabilità di un giocatore che aveva solo un incontro internazionale a livello di test match.
Per la sua irruenza, durante la partita contro i New Zealand Māori fu mandato nel recinto di punizione per avere dato un pugno a un avversario a seguito di un contatto ravvicinato in cui i due sbatterono la testa l'uno contro l'altro.
Tornato in Inghilterra, costruì la sua fama di bulldozer sulla performance offerta durante il match autunnale contro l'Australia in novembre, in cui distrusse tutto il pacchetto di mischia avversario, nessuno dei cui componenti finì la partita all'80': Al Baxter terminò nel recinto per aver causato volontariariamente il collasso della mischia; subito dopo Matt Dunning, in una prova di forza, rischiò una lesione al collo, e l'Australia rimase in 13 uomini in campo.
Convocato per la Coppa del Mondo 2007, fu di nuovo contro l'Australia che Sheridan diede un'altra delle sue più notevoli dimostrazioni di forza: nella partita che decise l'accesso alla semifinale, e che l'Inghilterra vinse con un tiratissimo 12-10, Sheridan diede un grande contributo alla tenuta delle mischie da parte inglese, e costrinse gli avanti australiani a numerosi errori, che si concretizzarono in vari calci di punizione che Jonny Wilkinson trasformò in punti.
Nel 2009, convocato di nuovo per i British Lions in Sudafrica, scese in campo nel secondo e terzo test della serie contro gli Springbok; ha preso parte anche alla Coppa del Mondo di rugby 2011 in Nuova Zelanda.

### Carriera musicale
Fuori dall'ambito sportivo Andrew Sheridan è un chitarrista e compositore; durante una sua assenza per infortunio ha registrato 16 brani per il suo album d'esordio, Where We Go from Here, uscito a ottobre 2010.

## Palmarès
- Premiership: 1
Sale Sharks: 2005-06
- Heineken Cup: 1
Tolone: 2012-13
- Challenge Cup: 1
Sale Sharks: 2004-05
- EDF Energy Trophy: 1
Bristol: 2004